# Lochmaeus associata
Lochmaeus associata är en fjärilsart som beskrevs av Walker 1865. Lochmaeus associata ingår i släktet Lochmaeus och familjen tandspinnare. Inga underarter finns listade i Catalogue of Life.